# Wapen van Haren (Groningen)

Gemeentewapen

Het wapen van Haren was het gemeentelijke wapen van de gemeente Haren in de Nederlandse provincie Groningen. Het wapen werd met koninklijk besluit op  12 januari 1914 verleend aan de gemeente.  Vanaf 2019 is het wapen niet langer als gemeentewapen in gebruik omdat de gemeente Haren opging in de gemeente Groningen.

## Blazoenering
De omschrijving luidt:
"In azuur een zilveren klok en in een vrijkwartier van goud een dubbele adelaar van sabel, hebbende op de borst een schildje van zilver met een dwarsbalk van sinopel. Het schild gedekt met eene vijfbladerige kroon."

## Geschiedenis
Het grondgebied van de gemeente bestond oorspronkelijk uit acht middeleeuwse marken Haren, Noordlaren, Onnen, Glimmen, Hemmen, Dilgt, Essen en Helpman. Deze marken werden bijeengeroepen ter vergadering door middel van het luiden van klokken. Van deze regeling is een schriftelijk verslag bekend uit 1673 uit het gericht van Selwerdt. Als herinnering aan deze gewoonte werd een klok opgenomen in het wapen. Als onderscheid van andere klokwapens werd een vrijkwartier met het daarop het wapen van Groningen opgenomen. Haren maakte deel uit van het Gorecht dat lange tijd in handen was van de stad Groningen. Het wapen is gedekt met de zogenaamde markiezenkroon.

## Verwante wapen

wapen van Groningen (stad)

Adorp
· Aduard
· Appingedam
· Baflo
· Bedum
· Beerta
· Bellingwedde
· Bellingwolde
· Bierum
· De Marne
· Delfzijl 
· Eemsmond
· Eenrum
· Ezinge
· Finsterwolde
· Grijpskerk
· Grootegast
· Haren
· Hefshuizen
· Hoogezand
· Hoogezand-Sappemeer
· Hoogkerk
· Kantens
· Kloosterburen
· Leek
· Leens
· Loppersum
· Marum
· Meeden
· Menterwolde
· Middelstum
· Midwolda
· Muntendam
· Nieuweschans
· Nieuwe Pekela
· Nieuwolda
· Noordbroek
· Noorddijk
· Oldehove
· Oldekerk
· Onstwedde
· Oosterbroek
· Oude Pekela
· Reiderland
· Sappemeer
· Scheemda
· Slochteren
· Stedum
· Ten Boer
· Termunten
· Uithuizen
· Uithuizermeeden
· Ulrum
· Usquert
· Vlagtwedde
· Warffum
· Wedde
· Wildervank
· Winschoten
· Winsum
· 't Zandt
· Zuidbroek
· Zuidhorn